# Libro di Giosuè
Il libro di Giosuè (ebraico יהושע yehoshuà' ; greco Ἰησοῦς Iesús; latino Iosue) è un testo contenuto nella Bibbia ebraica (Tanakh) e cristiana.
È scritto in ebraico e, secondo l'ipotesi maggiormente condivisa dagli studiosi, la sua redazione definitiva, ad opera di autori ignoti, è collocata al VI-V secolo a.C. in Giudea, sulla base di precedenti tradizioni orali e scritte, in particolare della cosiddetta fonte deuteronomista del VII secolo a.C. (vedi Ipotesi documentale).
È composto da 24 capitoli descriventi la storia della conquista della terra di Canaan (area ad ovest del fiume Giordano) da parte delle dodici tribù di Israele guidate da Giosuè, successore di Mosè. Il periodo descritto è tradizionalmente riferito al 1200-1150 a.C. (vedi Storia degli Ebrei).

## Struttura
I. Trasferimento dell'unzione del Signore a Giosuè (cap. 1)
A. Benedizione del Signore e missione (1:1-9)
B. Istruzioni e giuramento di Israele (1:10-18)
II. Ingresso e conquista della terra di Canaan (capp. da 2 a 15)
A. Ingresso a Canaan
1. Esplorazione di Gerico
2. L'Arca dell'Alleanza divide le acque del fiume Giordano (3:1-17)
3. Le dodici pietre dal Giordano a Galgala (4:1-24; 5:1-15)
4. Circoncisione e Pesach (5:2-15)
B. Vittorie nella terra di Canaan (cap. da 6 a 12)
1. Distruzione di Gerico (6:1-27)
2. Sconfitta ad Ai e lapidazione del giudeo Acan (7:1-26)
3. Distruzione di Ai (8:1-29)
4. Altare sacro e lettura della Legge sul Monte Ebal (8:30-35)
5. Inganno e alleanza dei Gabaoniti (9:1-27)
6. Israele vince i cinque re amorrei (10:1-27)
7. Israele conquista la regione a sud in un giorno (10:28-43)
8. Battaglia di Merom (cap 11)
9. Sintesi delle conquiste a est e ovest del Giordano (12:1-24)
III. Divisione delle terre fra le dodici tribù (capp. da 13 a 22)
A. Istruzioni del Signore, terre da conquistare (13:1-7)
B. Divisione fra le tribù secondo la profezia di Mosè (13:8, 19:51)
1. Tribù assegnate alla riva di occidente (13:8-33)
2. Tribù assegnate a oriente, con sorteggio (14:1, 19:51)
C. Città di asilo, e 48 città levitiche (capp. 20 e 21)
1. Beneficio di asilo per gli omicidi non premeditati (20:1-9)
2. Sorteggio delle città e pascoli per i Leviti (21:1-45)
3. Partenza delle tribù destinate a ovest (22:1-9)
4. L'altare Testimonianza (22:10-34)
IV. Fine del Libro (capp. 23 e 24)
A. Congedo di Giosuè (23:1-16)
B. Alleanza fra Jahvè e Israele a Sichem (24:1-28)
C. Morte di Giosuè ed Eleàzaro; sepoltura di Giuseppe a Sichem (24:29-33).

## La prostituta Raab (Giosuè 2:1-24 & 6:22-25)
Giosuè invia due spie nel territorio di Gerico, città nemica. Come prima cosa essi passarono la notte in casa di una prostituta, Raab. Venutolo a sapere il re di Gerico, intima alla donna di consegnare i due uomini, ma Raab li nasconde e lo inganna dicendo che sono fuggiti. Passato il pericolo Raab racconta ai due uomini che la fama dell'esodo degli ebrei, della loro protezione divina e dello sterminio degli Amorrei ha riempito di terrore gli abitanti e dopo essersi fatta giurare dai due uomini che risparmieranno la sua vita e quella della sua famiglia, li fa fuggire attraverso le mura della città.
Raab, la sua famiglia e i suoi beni vengono risparmiati da Giosuè, come promesso.

## Il passaggio del Giordano (cap. 2-12)

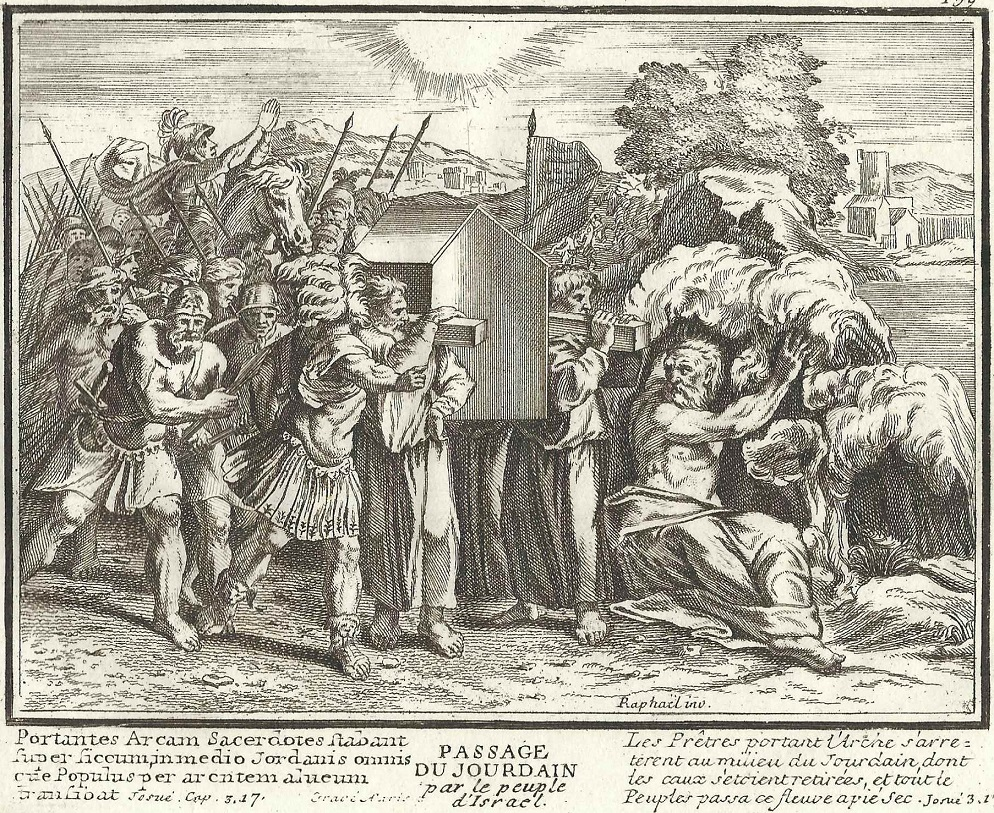
Giosuè mentre guida gli Israeliti oltre il fiume Giordano, il decimo giorno del mese ebraico di Nisan

Rientrati gli esploratori all'accampamento ebraico vengono compiuti diversi riti religiosi accompagnanti da miracoli: al passaggio dell'Arca dell'Alleanza le acque del Giordano si fermano e il popolo d'Israele può attraversare il fiume all'asciutto. L'arca viene fermata in mezzo al fiume e dodici uomini, uno per ciascuna tribù d'Israele, prende una pietra come memoriale del passaggio miracoloso. Terminato il passaggio le pietre vengono erette a Galgala, in prossimità di Gerico.
Dopo la conquista di Gerico, segue Ai (nella zona centrale della Cananea). Giosuè fa costruire presso il Monte Ebal (a nord della Cananea) un altare sacro in onore di Jahvè, rinnovando l'Alleanza fra il popolo di Israele e Dio.
Qui Giosuè fa circoncidere tutto il popolo di Israele, composto esclusivamente da persone della generazione successiva a quella che era stata schiava in Egitto. Dopo la circoncisione viene celebrata la Pasqua, e termina di cadere la manna dal cielo. Giosuè fa un incontro misterioso: vede davanti a sé un uomo con la spada sguainata, che afferma di essere il capo dell'esercito del Signore, e Giosuè gli rende omaggio prostrandosi con la faccia a terra.
La narrazione si sposta al sud. I Gabaoniti traggono in inganno Israele dicendo di non essere Cananei. Israele gli risparmia la vita, riducendoli in schiavitù.

L'alleanza dei regni degli Amorrei guidati dal cananeo re di Gerusalemme subisce una dura sconfitta grazie al miracoloso intervento divino che invia la grandine, ferma il giorno e la notte finché non è terminata la battaglia con la vittoria di Israele:
(Giosuè 10:12)
Dopo la conquista del sud, la narrazione si muove nella campagna a nord.
Grazie all'aiuto determinante di Jahve, Israele sconfigge una coalizione multietnica di eserciti guidata da re Hazor, a capo del più importante centro abitato del nord. Hazor viene catturato e ucciso. Il capitolo 11:16-23, riassume gli eventi che seguirono: Israele conquista l'intera area, una vittoria dopo l'altra, finché i Gabaoniti non accettano di firmare un patto di pace.

Giosuè dunque prese tutto il paese, esattamente come l'Eterno aveva detto a Mosè; e Giosuè lo diede in eredità a Israele, tribù per tribù, secondo la parte che toccava a ciascuna (Giosuè 11:23, ripetuto in 14:15).
Il capitolo 12 narra degli eserciti sbaragliati da Israele lungo le rive del fiume Giordano: due re lungo la riva a est, che già Mosè aveva sconfitto (Giosuè 12:1-6, in concordanaza con Numeri 21), e altri 31 re (Giosuè 12:10-11) lungo la riva ovest, già respinti una prima volta sotto la sua guida (Giosuè 12:7-24).

## Divisione delle terre (capitoli da 13 a 22)

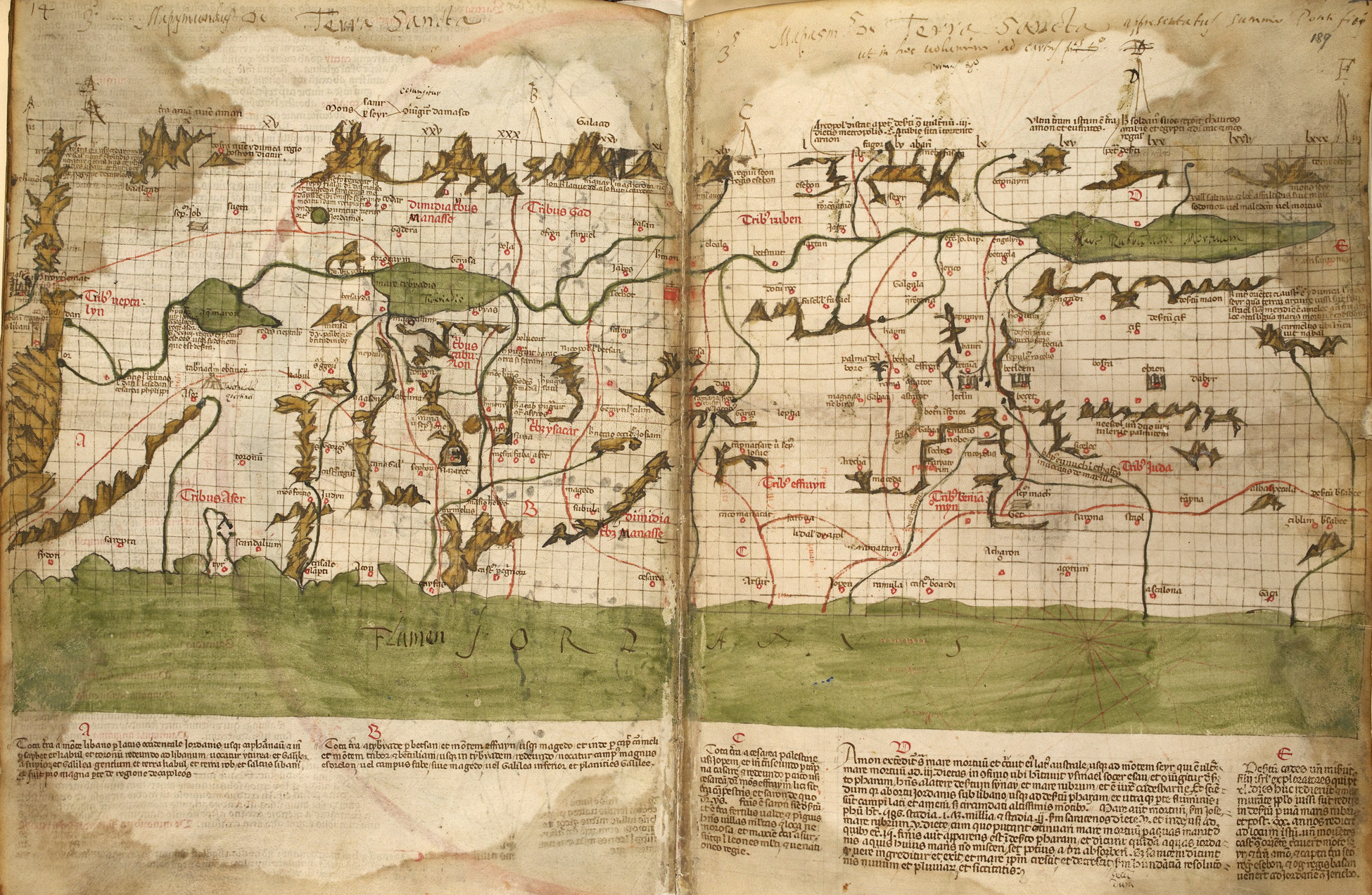
Mappa della Terra Promessa, opera di Pietro Vesconte, 1321, mentre illustra la divisione in lotti fra le dodici tribù di Israele. Definito da Adolf Erik Nordenskiöld come "la prima mappa non tolemaica di una terra esistente"

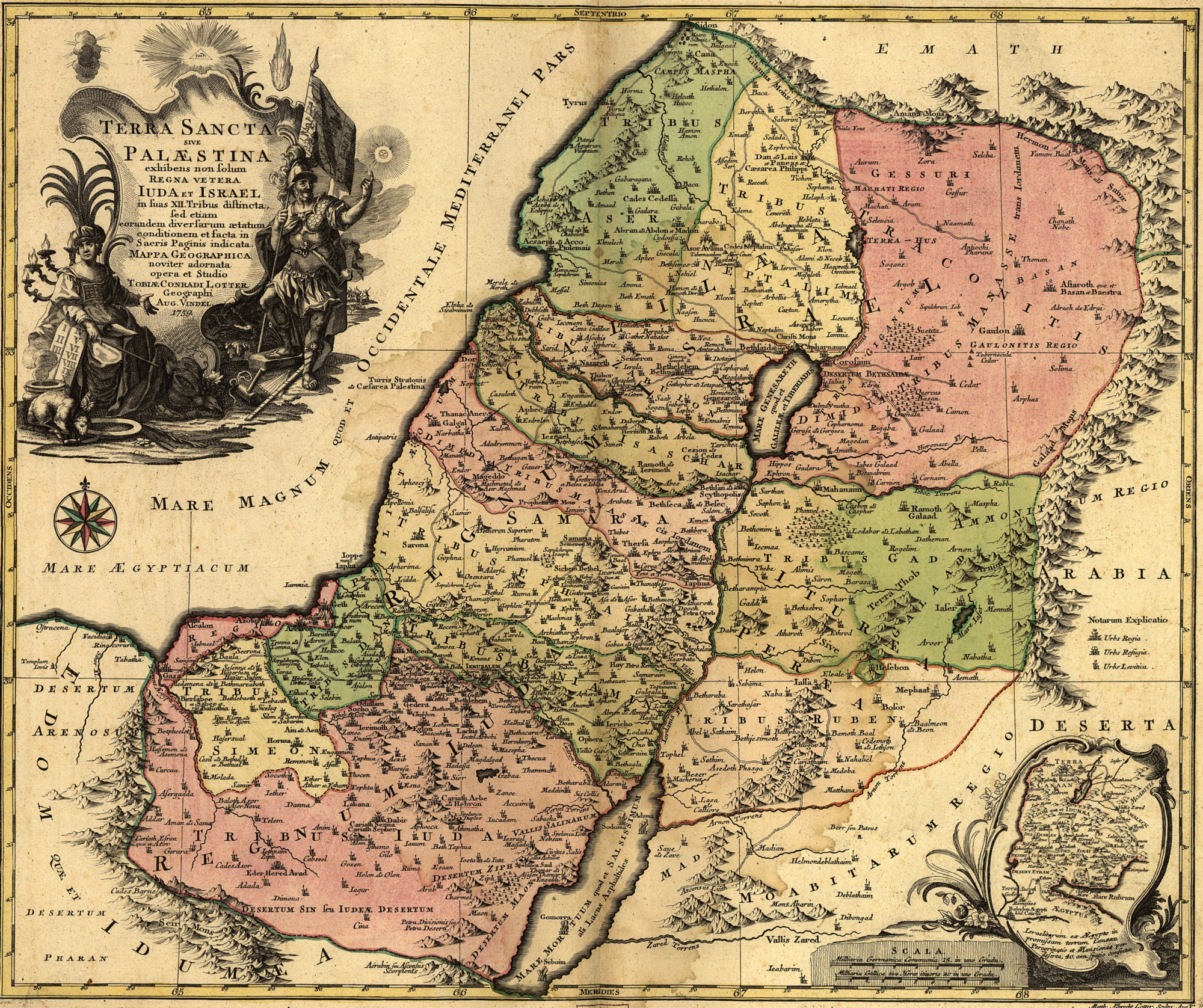
Mappa della suddivisione fra le tribù di Israele (risalente al 1759)

Dopo aver descritto il modo nel quale Israele portò ad attuazione la prima delle promesse (e comandi) di Dio, la narrazione si focalizza sul secondo punto: porta le persone in possesso della loro terra. Giosuè è avanti negli anni (Giosuè 13:1).
Questa è la terra promessa da Dio dell'alleanza col popolo a Lui fedele.

Jahvè, in quanto re, assegna ad ogni tribù la sua terra: le sei città di rifugio, e le 48 città levitiche sono annesse alla fine, dal momento che le tribù devono ricevere la loro parte prima di poterne allocare una quota ad altri.
Il libro riconferma la distribuzione delle terre iniziata da Mosè, che assegnò le terre a est del Giordano alla tribù di Ruben e di Gad, e metà della tribù di Manasse (Giosuè 13:8-32, letto con Numeri 31:1-42). Dopodiché, Giosuè divise in parti la neoconquistata terra di Canaan e tirò a sorte per assegnarle fra le tribù rimanenti. Giosuè 14:1 presenta il ruolo del sommo sacerdote Eleazaro nelle fasi di distribuzione delle terre. La descrizione ha lo scopo teologico di mostrare l'attuazione delle profezie riguardo alla Terra Promessa, e con una collocazione attendibile dal punto di vista geografico
Da Giosuè 18:1-4, si evince che le tribù di Ruben, Gad, Efraim e Manasse ricevettero la loro parte di terre tempo prima delle rimanenti sette tribù, mentre 21 uomini erano inviati in esplorazione delle terre rimaste ancora indivise per stabilire poi una possibile assegnazione fra le tribù di Simeone, Beniamino, Aser, Neftali, Zabulon, Issachar e Dan. Da ultimo, le 48 città levitiche vengono assegnate alla tribù di Levi (Giosuè 21:41, letto con Numeri 35:7).
Mancante nel testo Masoretico, ed invece riferito nella Septuaginta:
Giosuè completò la divisione delle terre nei suoi confini, e i figli ne diedero una porzione a Giosuè, secondo quanto aveva ordinato il Signore. Gli diedero la città che egli chiese, ed essi gli assegnano Thamnath Sarach presso il Monte Efraim. Giosuè costruì la città in quel luogo, e vi andò ad abitare. Prese i coltelli di pietra con cui aveva circonciso i figli di Israele, che erano nel deserto, e li mise in Tamnath Sarach.
Al termine del capitolo 21, viene notato che l'adempimento della promessa di Dio fatta ad Israele, affermava la pace del suo popolo e la sua completa supremazia sui nemici (Giosuè 21:43-45).
Paolo di Tarso nella Lettera agli Ebrei (Ebrei 4:9) rivede i fatti alla luce della vita di Gesù. Le tribù cui Mosè aveva assegnato le terre a ovest del Giordano, sono autorizzate a ritornare a Gilead (qui inteso più estesamente come l'area del Transgiordano, odierna Cisgiordania), per non aver mai disubbidito o aver abbandonato gli altri figli di Israele (Giosuè 22:3) e aiutato le tribù che dimorano a Silo e nel resto della terra di Canaan. Giosuè quindi promise alle tribù di Ruben, Gad e metà di Manasse: Voi tornate alle vostre tende con grandi ricchezze, con bestiame molto numeroso, con argento, oro, rame, ferro e con grande quantità di vesti; dividete con i vostri fratelli il bottino, tolto ai vostri nemici. (Giosuè 22:8).

## Le parole di Giosuè in vista del congedo (capp. 23 e 24)
Giosuè, consapevole della sua età avanzata e della sua imminente dipartita nella vita ultraterrena (2÷:4), manda a chiamare i capi degli israeliti e rammenta loro le grandi opere che Dio ha compiuto in loro favore, e di tributare il loro amore a Jahvè (23:11).
Come è stato detto a Giosuè (1:7) da Dio, così Giosuè ripete ai capi delle tribù che devono osservare tutto ciò che è scritto nella legge mosaica e nel libro in cui fu rivelata:
(Giosuè 23:6)
,
verso che è di particolare importanza, poiché, con identiche parole, sarà ripreso da Gesù Cristo per spiegare la relazione tra la sua parola e la rivelazione di Dio nell'Antico Testamento:
20 Poiché io vi dico: se la vostra giustizia non supererà quella degli scribi e dei farisei, non entrerete nel regno dei cieli.»
(Mt 5:17-20)
La similitudine prosegue quando Giosuè (come Gesù ai discepoli) spiega l'attuazione storica delle profezie, ovvero invita a una scelta che non permette un compromesso: chi non è con me, è contro di me (Matteo 12:30).
Giosuè incontra una seconda volta il popolo a Sichem e rammenta loro come è nata la nazione di Israele per opera di Dio, iniziando da Terach, padre di Abramo e di Nacor, [che] visse vicino al fiume Eufrate adorando altri dei (Giosuè 24:2). Invita quindi gli Israeliti a scegliere se adorare l'unico vero Dio dei loro padri che li liberò dalla schiavitù di Egitto, oppure i falsi dei che i loro antenati avevano servito sull'altra sponda dell'Eufrate, o gli dei degli Amorriti, vinti da Israele che gli sottrasse le terre.

Giosuè convinse gli Israeliti a servire Dio, come scrisse nel libro della legge di Dio. In memoria di questi fatti, pose un grande pietra nel santuario di Dio (Giosuè 24:27).
Concluse un'alleanza fra Dio e il suo popolo, dandogli una legge in Sichem.
Le persone tornarono quindi alle terre loro assegnate in eredità (Giosuè 24:28).

## Le mura di Gerico
Gli israeliti cinsero d'assedio la città di Gerico: ubbidendo all'ordine del Signore i soldati ebrei fecero per sei giorni un giro attorno alle mura della città. Al settimo giorno i soldati fecero sette giri e poi sette sacerdoti, con sette trombe di corno d'ariete davanti all'arca dell'alleanza, avanzarono suonando con l'avanguardia che li precedeva e la retroguardia che seguiva l'Arca dell'Alleanza, facendo ancora una volta un giro delle mura con il popolo che assisteva in silenzio. Questo rito veniva ripetuto per sette giorni. Nell'ultimo giorno anche l'arca fece sette giri e, dato fiato alle trombe, il popolo lanciò il grido di guerra e le mura di Gerico crollarono. La popolazione fu votata allo sterminio completo, tranne la casa di Raab, e gli oggetti preziosi furono consacrati al Signore.
Nel saccheggio alcuni israeliti si impossessarono di oggetti. Il Signore si adirò e gli ebrei vennero sconfitti in scontri con le popolazioni locali. Il Signore comunicò a Giosuè che, per riavere il favore divino,  avrebbe dovuto sterminare i colpevoli fra il popolo. Scoperto il trasgressore attraverso sorteggi successivi egli venne lapidato e bruciato, assieme a tutta la sua famiglia.

## Evidenze storico-archeologiche
Il punto di vista accademico prevalente è che il Libro di Giosuè non sia un resoconto fattuale di eventi storici.
L'apparente ambientazione di Giosuè è il XIII secolo a.C., che fu effettivamente un periodo di distruzione di città su larga scala, ma con poche eccezioni (Hazor, Lachis) le città distrutte non sono quelle che la Bibbia associa a Giosuè, e quelle che essa associa a lui mostrano poco o nessun segno di essere occupate in quel momento.
La biblista Carolyn Pressler, nel suo commento per il Westminster Bible Companion spiega che il Libro di Giosuè intende veicolare attraverso la narrazione storica un messaggio teologico e politico e che, sebbene la storia non sia irrilevante, la "verità" del testo biblico quindi non va ricercata nell'aderenza al fatto storico e alla sua precisa ricostruzione, quanto piuttosto nella lettura e nell'interpretazione del fatto storico, anche alla luce del messaggio che ne poteva scaturire per il pubblico nel VII e VI secolo a.C., cioè all'epoca di redazione del testo. Ad esempio commentando gli elenchi dei nemici del capitolo XI rileva che lo scopo del testo non sia di fornire nozioni di storia militare, ma di suscitare nel lettore una viva impressione per il numero stragrande di nemici che costituiva una difficoltà apparentemente insormontabile con i soli mezzi umani, ma non per Dio, a cui nulla è impossibile.
Il biblista Richard D. Nelson ha spiegato che i bisogni della monarchia centralizzata favorirono un'unica storia di origini, combinando antiche tradizioni di un esodo dall'Egitto, la credenza in un Dio nazionale come "guerriero divino", e spiegazioni per la grande presenza di città in rovina, stratificazione sociale ed et gruppi etnici e tribù contemporanee.
Negli anni '30 l'ebraista Martin Noth fece una critica radicale dell'utilità storica del Libro di Giosuè. Noth, studente di Albrecht Alt, sottolineò l'importanza della critica delle forme (a cui aveva dato il via nel secolo precedente il biblista tedesco Hermann Gunkel) e dell'eziologia. Alt e Noth ipotizzarono un movimento pacifico degli israeliti in varie zone di Canaan, contrariamente al racconto biblico.
L'archeologo William Foxwell Albright criticò tale opinione, ribadendo che il Libro di Giosuè andasse considerato un resoconto storico degli eventi. Tale teoria non resse però agli studi archeologici successivi: le prime prove archeologiche negli anni '30 mostrarono che la città di Ai, uno dei primi obiettivi di conquista nella presunta campagna militare di Giosuè, era effettivamente esistita ed era stata distrutta, ma nel XXII secolo a.C., epoca in cui gli Israeliti non esistevano neppure. Sono stati proposti alcuni siti alternativi per Ai (come Khirbet el-Maqatir) che risolverebbero parzialmente la discrepanza nelle date, ma questi siti non sono stati accettati dalla maggioranza degli archeologi.
Nel 1951 l'archeologa britannica Kathleen Kenyon dimostrò che la città di Gerico risaliva alla Media Età del Bronzo (2100–1550 a.C. circa) e non alla Tarda Età del Bronzo (1550–1200 a.C. circa), periodo durante il quale era già in rovina e disabitata. Kenyon sostenne che la prima campagna israelita non poteva essere storicamente confermata, ma andava piuttosto spiegata come un'eziologia del luogo e una rappresentazione dell'insediamento israelita.
Nel 1955, l'archeologo statunitense George Ernest Wright discusse la correlazione dei dati archeologici con le prime campagne israelite, che divise in tre fasi, secondo quanto scritto dal Libro di Giosuè. Indicò due serie di reperti archeologici che "sembrano suggerire che il racconto biblico è in generale corretto per quanto riguarda la natura della fine del XIII e del XII-XI secolo nel paese" (cioè, "un periodo di tremenda violenza"). Successivamente, però, gli scavi ad Hazor dell'archeologo israeliano Yigael Yadin dimostrarono però che tale distruzione non era attribuibile agli Israeliti.
È ormai riconosciuto dalla maggioranza degli studiosi che il Libro di Giosuè abbia poco valore storico e che le vicende narrate risentano di fatti storici molto successivi. Le prove archeologiche mostrano chiaramente che Gerico e Ai non furono occupate nella Tarda Età del Bronzo. La storia della conquista rappresenta forse la propaganda nazionalista del Regno di Giuda dell'VIII secolo a.C. e le sue rivendicazioni sul territorio del Regno di Israele, oppure una leggenda nata tra gli Israeliti per spiegare il motivo della distruzione delle varie città cananee; il Libro fu redatto in una prima forma durante il regno di re Giosia (640-609 a.C.), per poi essere rivisto e completato dopo l'occupazione di Gerusalemme da parte dell'Impero Neo-Babilonese nel 586 a.C., raggiungendo infine la forma attuale al ritorno dall'Esilio babilonese.
Anche la maggioranza degli studiosi cristiani si allinea ora a queste conclusioni e gli esegeti del Nuovo Grande Commentario Biblico precisano che "pochi, ammesso che ce ne siano, sono gli episodi importanti di Giosuè che possono essere considerati storici. Per esempio, né Gerico né Ai né Gabaon erano abitate nel periodo in cui la maggior parte degli studiosi colloca l'emergere di Israele in Canaan (ca. 1200 a.C.). [...] Per lo più, quindi, i reperti archeologici contraddicono la narrazione. Il che è vero anche a livello di piccoli dettagli: non ci sono usanze, elementi geopolitici o manufatti specifici menzionati in Giosuè che possono essere datati solo alla fine del secondo millennio, e molti di essi sono ancora presenti nel primo. D'altra parte, Giosuè riflette il tempo in cui fu composto. Così, la lista delle città levitiche del c. 21, non poté essere compilata prima del sec. VIII, perché è questo il periodo in cui la maggior parte di esse esisteva". Gli studiosi della École biblique et archéologique française (i curatori della Bibbia di Gerusalemme) commentano come "il Libro di Giosuè ha riallacciato a Giosuè fatti ai quali egli era estraneo o che furono a lui posteriori, per dare un quadro d'insieme della conquista" e gli esegeti dell'interconfessionale Bibbia TOB concordano come "l'idea proposta in questo documento, che la conquista completa di Canaan sia stata opera della lega di tutte le tribù, non resiste di fronte alla critica storica".
Anche relativamente alla caduta di Gerico, tra gli episodi più noti del Libro di Giosuè, gli studiosi del Nuovo Grande Commentario Biblico precisano che "tutto questo è racconto, non storia, conclusione questa che trova un sostegno anche nei risultati degli scavi di Gerico  (Tell es-Sultàn, a circa 16 km dalla confluenza del Giordano e del Mar Morto). L'ultima occupazione del luogo durante il Tardo Bronzo è del XIV secolo e, da allora fino al secolo IX, non si verificarono ulteriori stanziamenti. Quindi, al tempo di Giosuè, nessuno viveva a Gerico".
In merito a tale episodio, la Bibbia Edizioni Paoline riporta inoltre come "grande imbarazzo crea il fatto che secondo gli scavi archeologici Gerico non esisteva come città nel sec. 13°", mentre la Bibbia TOB conclude come "nel caso di Gerico, i risultati archeologici si sono rivelati molto deludenti per questo periodo e il racconto Gs 6 si presenta piuttosto come una liturgia di guerra e non tanto come un rapporto circostanziato sulla presa della città. Bisogna pur ammettere che non sempre il testo biblico fornisce una risposta alle domande che gli poniamo".

## Fermati, o sole
Questo passo (Gs 10:12-14) fu il motivo di un'accesa discussione al tempo di Copernico (1473-1543) e del processo a Galilei (1564-1642).

Il passo di Giosuè è simile all'episodio dell'Eclissi della crocifissione, nel quale si parla di un'alternanza tra giorno e notte in violazione delle leggi naturali.

### Riferimenti
1. ↑   Adolf Erik Nordenskiöld, Facsimile-atlas to the Early History of Cartography: With Reproductions of the Most Important Maps Printed in the XV and XVI Centuries, Kraus, 1889,  p. 51, 64.
2. ↑   Emil G. Hirsch, Joshua, Book of, in Jewish Encyclopedia, JewishEncyclopedia.com, 1906.
3. ↑   David A. Dorsey, The Roads and Highways of Ancient Israel, Johns Hopkins University Press, 1991, ISBN 0-8018-3898-3.
4. ↑   HDM Spence-Jones, S. Joseph Exell, Pulpit Commentary: Joshua 21, su BibleHub, 1919.
5. ↑  (EN) David Noel Freedman e Allen C. Myers, Eerdmans Dictionary of the Bible, Amsterdam University Press, 31 dicembre 2000, ISBN 978-90-5356-503-2. URL consultato il 28 aprile 2021.
6. ↑  (EN) J. Gordon McConville, Gordon McConville e Stephen Williams, Joshua, Wm. B. Eerdmans Publishing, 23 aprile 2010, ISBN 978-0-8028-2702-9. URL consultato il 28 aprile 2021.
7. ↑  (EN) James Maxwell Miller, A History of Ancient Israel and Judah, Westminster John Knox Press, 1º gennaio 1986, ISBN 978-0-664-21262-9. URL consultato il 28 aprile 2021.
8. ↑  (EN) Carolyn Pressler, Joshua, Judges, and Ruth, Westminster John Knox Press, 1º gennaio 2002,  pp. 5-6, 54-55, ISBN 978-0-664-25526-8. URL consultato il 16 settembre 2021.
9. ↑   Gs 11, su laparola.net.
10. ↑  Pressler, op. cit., p. 85
11. ↑  (EN) Richard Nelson, Joshua: A Commentary, Westminster John Knox Press, 15 aprile 1997, ISBN 978-0-664-22666-4. URL consultato il 28 aprile 2021.
12. ↑   W. F. Albright, The Israelite Conquest of Canaan in the Light of Archaeology, in Bulletin of the American Schools of Oriental Research, n. 74, 1939,  pp. 11-23, DOI:10.2307/3218878. URL consultato il 28 aprile 2021.
13. ↑   Gary A. Rendsburg, The Date of the Exodus and the Conquest/Settlement: The Case for the 1100S, in Vetus Testamentum, vol. 42, n. 4, 1992,  pp. 510-527, DOI:10.2307/1518961. URL consultato il 28 aprile 2021.
14. ↑  (EN) Ralph K. Hawkins, How Israel Became a People, Abingdon Press, 1º febbraio 2013, ISBN 978-1-4267-5543-9. URL consultato il 28 aprile 2021.
15. ↑   Kathleen M. Kenyon, Jericho, in Archaeology, vol. 20, n. 4, 1967,  pp. 268-275. URL consultato il 28 aprile 2021.
16. ↑   Kathleen M. Kenyon, Some Notes on the History of Jericho in the Second Millennium B.C., in Palestine Exploration Quarterly, vol. 83, n. 2, 1º ottobre 1951,  pp. 101-138, DOI:10.1179/peq.1951.83.2.101. URL consultato il 28 aprile 2021.
17. ↑   G. Ernest Wright, Archaeological News and Views: Hazor and the Conquest of Canaan, in The Biblical Archaeologist, vol. 18, n. 4, 1955,  pp. 106-108, DOI:10.2307/3209136. URL consultato il 28 aprile 2021.
18. ↑  (EN) Ann E. Killebrew, Biblical Peoples and Ethnicity: An Archaeological Study of Egyptians, Canaanite, Society of Biblical Lit, 2005-10, ISBN 978-1-58983-097-4. URL consultato il 28 aprile 2021.
19. ↑  Almost without exception, scholars agree that the account in Joshua holds little historical value vis-à-vis early Israel and most likely reflects much later historical times.

Ann E. Killebrew
20. ↑   J. W. (John William) Rogerson e Judith Lieu, The Oxford handbook of biblical studies, Oxford ; New York : Oxford University Press, 2006, ISBN 978-0-19-925425-5. URL consultato il 28 aprile 2021.
21. ↑  (EN) Jerome F. D. Creach, Joshua, Westminster John Knox Press, ISBN 978-0-664-23738-7. URL consultato il 28 aprile 2021.
22. ↑  Raymond E. Brown, Joseph A. Fitzmyer, Roland E. Murphy, Nuovo Grande Commentario Biblico, Queriniana, 2002, p. 145, ISBN 88-399-0054-3.
23. ↑  Bibbia di Gerusalemme, EDB, 2011, pp. 446-447, ISBN 978-88-10-82031-5.
24. ↑  Bibbia TOB, Elle Di Ci Leumann, 1997, p. 397, ISBN 88-01-10612-2.
25. ↑  Raymond E. Brown, Joseph A. Fitzmyer, Roland E. Murphy, Nuovo Grande Commentario Biblico, Queriniana, 2002, p. 150, ISBN 88-399-0054-3.
26. ↑  La Bibbia, Edizioni Paoline, 1991, p. 273, ISBN 88-215-1068-9.
27. ↑  Bibbia TOB, Elle Di Ci Leumann, 1997, p. 399, ISBN 88-01-10612-2.